# Biggs (Kalifornia)
Biggs – miasto w Stanach Zjednoczonych, w stanie Kalifornia, w hrabstwie Butte. Według spisu ludności przeprowadzonego przez United States Census Bureau w roku 2010, w Biggs mieszka 1 707 mieszkańców.